# Защитник в уголовном процессе
Защитник в уголовном процессе — лицо, осуществляющее защиту интересов обвиняемого или подозреваемого в ходе предварительного расследования и/или судебного разбирательства. В общем случае защитник является профессиональным адвокатом; но лицо, не являющееся адвокатом, также может быть допущено судом к участию в защите наряду с профессиональным адвокатом, а по делам, рассматриваемым мировым судьёй, — и вместо адвоката (Уголовно-процессуальный кодекс РФ).
Адвокат в уголовном процессе имеет право защищать подозреваемого, обвиняемого (подсудимого), представлять интересы потерпевшего, гражданского истца, гражданского ответчика, частного обвинителя, оказывать юридическую помощь свидетелю.
Адвокат, защищающий подозреваемого (обвиняемого), согласно УПК РФ именуется защитником.
Адвокат — защитник подозреваемого допускается к участию в уголовном деле:
- с момента возбуждения уголовного дела в отношении конкретного лица;
- с момента фактического задержания лица по подозрению в совершении преступления в соответствии со ст. 91 и 92 УПК РФ;
- с момента применения к подозреваемому меры пресечения до предъявления ему обвинения в соответствии со ст. 100 УПК РФ.

Адвокат — защитник обвиняемого допускается к участию в уголовном процессе с момента вынесения постановления о привлечении лица в качестве обвиняемого либо с момента возбуждения в отношении него уголовного дела частного обвинения.
Адвокат приглашается подозреваемым, обвиняемым, его законным представителем, а также другими лицами по поручению или с согласия подозреваемого, обвиняемого. Число защитников, которых вправе пригласить обвиняемый, не может быть ограничено.

## Полномочия
Полномочия защитника (ст. 53 УПК РФ) :
С момента вступления в уголовное дело защитник вправе:
- иметь свидания с подозреваемым (обвиняемым);
- собирать и представлять доказательства, необходимые для оказания юридической помощи;
- привлекать специалиста в соответствии со статьей 58 УПК РФ;
- присутствовать при предъявлении обвинения;
- участвовать в допросе подозреваемого, обвиняемого, а также в иных следственных действиях, производимых с участием подозреваемого, обвиняемого либо по его ходатайству или ходатайству самого защитника в порядке, установленном УПК РФ;
- знакомиться с протоколом задержания, постановлением о применении меры пресечения, протоколами следственных действий, произведенных с участием подозреваемого, обвиняемого, иными документами, которые предъявлялись либо должны были предъявляться подозреваемому, обвиняемому;
- знакомиться по окончании предварительного расследования со всеми материалами уголовного дела, выписывать из уголовного дела любые сведения в любом объеме, снимать за свой счет копии с материалов уголовного дела, в том числе с помощью технических средств;
- заявлять ходатайства и отводы;
- участвовать в судебном разбирательстве уголовного дела в судах первой, второй и надзорной инстанции, а также в рассмотрении вопросов, связанных с исполнением приговора;
- приносить жалобы на действия (бездействие) и решения дознавателя, следователя, прокурора, суда и участвовать в их рассмотрении судом в порядке, предусмотренном ст. 125 УПК РФ;
- использовать иные не запрещенные УПК РФ средства и способы защиты.

Защитник, участвующий в производстве следственного действия, в рамках оказания юридической помощи своему подзащитному вправе давать ему в присутствии следователя краткие консультации, задавать с разрешения следователя вопросы допрашиваемым лицам, делать письменные замечания по поводу правильности и полноты записей в протоколе данного следственного действия. Следователь может отвести вопросы защитника, но обязан занести отведенные вопросы в протокол.
Адвокат может выступать в качестве представителя потерпевшего, гражданского истца и частного обвинителя (статья 45 УПК РФ), защищая их законные права и интересы в органах предварительного следствия и дознания, в ходе рассмотрения уголовного дела в суде.

## Коллегия защитников
Адвокат — член коллегии защитников в Советской России в период с 1922 по 1936 годы, в последующие годы — член коллегии адвокатов.